# Anstey (Hertfordshire)
Anstey è un villaggio e parrocchia civile dell'Inghilterra, appartenente alla contea dell'Hertfordshire.